# 希亚尔坦·弗勒格斯塔
希亚尔坦·弗勒格斯塔（挪威語：Kjartan Fløgstad，1944年6月7日—），出生於罗加兰郡的賽于達的工业城市吕菲尔克，挪威作家。
弗勒格斯塔在卑尔根大学攻读文学和语言学。随后，他在当了一段时间的产业工人和水手，此后开始写作诗歌，他的第一部诗集《Valfart》（朝圣）于1968年发表。他因为1977年的小说《达伦波特兰》获北欧理事会文学奖。其他主要作品包括：Fyr og flamme、Kron og mynt、Grand Manila和Grense Jakobselv。